# Комитет крестьянского единства
Комитет крестьянского единства (исп. Comité de Unidad Campesina, CUC) — организация сельскохозяйственных трудящихся Гватемалы, преимущественно из коренных народов. Её называют самой мощной крестьянской организацией страны со времен Гватемальской революции 1944—1954 годов.

## Образование
После государственного переворота в Гватемале в 1954 году в Гватемале со временем развернулась гражданская война: в сельской местности началась серия левых восстаний против поддерживаемых Соединенными Штатами военных правительств страны. Так, видной партизанской группой были Повстанческие вооруженные силы (Fuerzas Armadas Rebeldes, FAR), однако они были по большей части разгромлены властями Гватемалы при помощи США в конце 1960-х годов. Те из руководителей FAR, которые пережили эту кампанию, объединились в Партизанскую армию бедняков (EGP) в 1970-х годах.
Комитет крестьянского единства (Comité de Unidad Campesina), созданный 15 апреля 1978 года, был охарактеризован одним из своих основателей Пабло Чето как объединение левого повстанческого движения и движений коренных народов. Хотя это была самостоятельная организация, но она имела тесные связи с EGP. Они также подпитывались недовольством политикой властей, усугубленным высокими инфляцией и ценами на удобрения в конце 1970-х годов. Землетрясение 1976 года, приведшее к значительным разрушениям в высокогорье, также открыло пространство для развёртывания деятельности CUC.
Комитет крестьянского единства описывают как первую национальную профсоюзную организацию Гватемалы, возглавляемую коренными народами. Однако в неё также входили активисты студенческого и рабочего профсоюзного движений из числа ладино (потомков европейцев), и она находила поддержку в рядах как партизанского движения, так и церкви. Хотя его лидеры часто были хорошо образованы, Комитет прежде всего выражал интересы беднейшего населения из народов майя, опираясь в том числе на укоренённые в их среде культурные традиции.

## Деятельность
Идеология CUC основывалась на кооперативном движении, а также на теологии освобождения. Первоначально организация действовала тайно, чтобы избежать преследований со стороны властей, но масштаб её поддержки в конечном итоге привёл к тому, что она публично выступила на первомайских торжествах в Гватемале в 1978 году, на которые она собрала как крестьян из коренных народов, так и городских рабочих с идеей начала единой массовой мобилизации. Членство в организации увеличилось до 150 000, что также помогло массовой поддержке EGP, которая на пике имела 270 000 сторонников. Хотя CUC был сильнее всего в горной местности Гватемалы, он также имел значительную организацию на южном побережье.
В начале 1980 года забастовка, организованная CUC, вынудила правительство Гватемалы поднять минимальную заработную плату на 200 процентов — с эквивалента 1,12 доллара США до 3,20 доллара. В стачке приняли участие 70 000 рабочих плантаций сахарного тростника и 40 000 сборщиков хлопка. В ответ правительство усилило преследование своих критиков. CUC, как и другие сельские и профсоюзные движения, подверглись серьёзной атаке со стороны военного режима Ромео Лукаса Гарсия.
Кульминацией этого стало сожжение испанского посольства полицией 31 января 1980 года: ряд членов CUC и сочувствующих им левых университетских студентов устроили мирную оккупацию здания в знак протеста против захвата земель и внесудебных убийств в сельской местности, в ответ на что полицейские подожгли здание (возможно, взорвали зажигательной бомбой), в результате чего погибло большое количество людей, в том числе почти сотрудники посольства (только послу удалось спастись из огня, выпрыгнув из окна) и гватемальские чиновники. Никто из демонстрантов не выжил (единственный уцелевший был на следующий же день похищен из больницы и убит). В результате случившегося Испания расторгла дипломатические отношения с Гватемалой.

## Последствия гражданской войны
В июле 1981 года гватемальская армия обнаружила несколько явок в городе Гватемала и на основе найденной в них информации начала систематическую кампанию по зачистке партизан в сельской местности. Кампанию возглавил Бенедикто Лукас Гарсия, брат президента, который прошёл подготовку по борьбе с повстанцами во французских вооружённых силах в Алжире. Армия, поддержанная поставками военной техники от администрации президента США Рональда Рейгана, начала кампанию «выжженной земли». Только в 1981 году было убито от 11 000 до 13 500 человек, многие из которых были случайными свидетелями. Некоторые источники утверждают, что из 40 основателей Комитета крестьянского единства эти зачистки пережили только трое или четверо. Считается, что к 1982 году большинство активистов организации были убиты. Среди уцелевших активистов Комитета был будущая лауреатка Нобелевской премии мира Ригоберта Менчу.